# كلنا سوا (فرقة)
كلنا سوا فرقة سورية غنائية موسيقية شبابية حديثة. تتكون الفرقة من 10 من الشباب والشابات المميزين الذين يقدّمون ألوان الغناء وخصوصاً الروك البديل قدمت الفرقة حفلات في مختلف المدن السورية وفي مهرجانات سورية وفي بيروت ودبي والكويت.

## الجوائز[1]
حازت الفرقة عدة  جوائز منها: 
- جائزتي سلام عام 2004
- درع التكريم ضمن فعاليات مهرجان الموسيقى الدولي الثامن في الكويت عام  2005

## الخلفية
بدأت فرقة كلنا سوا عام 1995 عبر مجموعة من الشباب والصبايا في كلية الفنون الجميلة في جامعة دمشق والذين كانوا مهتمين بالموسيقا والغناء وبأغاني الروك البريطاني خصوصاً، واستمر التواصل فيما بينهم حتى تكونت روح الفرقة 
وقد اشتهرت الفرقة بإعادة غناء أغاني من الفولكلور السوري وتقديمها بشكل عصري يواكب اهتمامات  الشباب،  أصدرت الفرقة  ألبومها الأول «سفينة نوح» الذي تم دمجه بعد فترة مع ألبومهم الثاني «كل شي جديد» ليتواصل إنتاجهم الموسيقي في الألفية الجديدة حتى الألبوم الأخير الذي صدر عام 2008 بعنوان «إذاعة كلنا سوا». بعد بدء الانتفاضة والحرب المفتوحة في سوريا تفرّق أعضاء الفرقة بين تركيا ولبنان أوروبا، ولكن التواصل والتحضير لمشاريع قادمة جاري حالياً.

## أعضاء الفرقة
تتألف «كلنا سوا» من أكثر من 10 موسيقيين، منهم أيهم العاني (غيتار وصوت) وإياد الريماوي (غيتار وصوت) ورافل حفار (غيتار باص) ومروان نخلة (كيبورد) وبشار موسى (صوت) وسونيا بيطار (صوت) إضافة إلى حازم العاني (كيبورد) وعم العاني وناصر حمدي وسيمون مريش وكنان العظمة ونزار عمران.

## أشهر الأغاني التراثية التي أدتها الفرقة[1]
- «طلعت يا محلا نورها» من التراث المصري
- «ع المايا» من التراث السوري
- «نجمة قطبية» من التراث الجزائري
- «نزلن على البستان» من التراث الأردني
- «وين ع رام الله» من التراث الفلسطيني.

## ألبومات
- سفينة نوح (1998)
- شي جديد (1999)
- كلنا سوا (2001)
- موزاييك (2003)
- إذاعة كلنا سوا (2008) وهو الألبوم الأخير حتى الآن ويستحضر أجواء الحصار على سوريا وحرب العراق والشباب العربي على أبواب الألفية